# 阿罗约德圣塞尔万
阿罗约德圣塞尔万，是西班牙埃斯特雷马杜拉巴达霍斯省的一个市镇。总面积50平方公里，总人口3896人（2001年），人口密度78人/平方公里。